# Neu-Eichenberg
Neu-Eichenberg è un comune tedesco di 1 808 abitanti situato nel land dell'Assia.